# Teosin
Teosin – kolonia w Polsce położona w województwie lubelskim, w powiecie chełmskim, w gminie Dorohusk.
W latach 1975–1998 miejscowość administracyjnie należała do województwa chełmskiego. 
Kolonia wchodzi w skład sołectwa Teosin, Świerże-Kolonia. Według Narodowego Spisu Powszechnego (III 2011 r.) liczyła 108 mieszkańców i była siedemnastą co do wielkości miejscowością gminy Dorohusk.
Wierni Kościoła rzymskokatolickiego należą do parafii św. Jana Nepomucena w Dorohusku.

## Historia
Teosin w wieku XIX – kolonia w powiecie chełmskim, gminie Turka, parafii ewangelickiej Teosin. Posiada kościół parafialny ewangelicki dla mieszkających tu i w okolicy kolonistów niemieckich. Gmina Turka licząca w 1885 około 9710 mieszkańców posiadała 3567 osiadłych tu protestantów. Kolonia ta powstała na obszarze dóbr Dorohusk